# 아이소프레노이드
아이소프레노이드(영어: isoprenoid) 또는 테르페노이드(영어: terpenoid)는 5탄소 화합물인 아이소프렌과 그 유도체인 테르펜, 다이테르펜 등에서 유도된 자연적으로 생성되는 유기 화합물의 한 종류이다. 때때로 "테르펜"과 혼용되기도 하지만, 테르페노이드는 일반적으로 산소를 함유하는 추가적인 작용기를 함유한다. 탄화수소인 테르펜과 조합하면, 테르페노이드는 약 80,000개의 화합물로 구성된다. 아이소프레노이드는 식물의 2차 대사산물 중 가장 큰 부류로, 알려진 천연물의 약 60%를 차지한다. 많은 아이소프레노이드들은 상당한 약리학적 생물활성을 가지고 있기 때문에 약화학자들의 관심을 끌고 있다.
식물의 아이소프레노이드는 방향족성으로 인해 사용되며 전통적인 약초 치료에서 중요한 역할을 한다. 아이소프레노이드는 유칼립투스의 향, 계피, 정향, 생강의 풍미, 해바라기의 노란색, 토마토의 빨간색을 내는 데 기여한다. 잘 알려진 아이소프레노이드로는 시트랄, 멘톨, 캄포르, 살비아 디비노룸(Salvia divinorum)에 있는 살비노린 A, 은행나무(Ginkgo biloba)에서 발견되는 징코라이드와 빌로발라이드 그리고 대마에서 발견되는 칸나비노이드가 있다. 프로비타민인 β-카로틴은 카로티노이드라고 불리는 테르펜 유도체이다.
동물의 스테로이드와 스테롤은 아이소프레노이드 전구체로부터 생물학적으로 생성된다. 때로는 아이소프레노이드가 단백질에 첨가되어 세포막에 대한 부착을 강화하기도 하는데, 이를 아이소프레닐화라고 한다. 아이소프레노이드는 병원체에 대한 예방제로서 식물을 방어하는 역할을 하며 초식동물의 포식자에 대한 유인물질로 역할을 한다.

## 구조 및 분류
아이소프레노이드는 메틸기가 이동 또는 제거되었거나, 산소 원자가 첨가된 변형된 테르펜이다. 일부 저자들은 테르페노이드를 포함해서 "테르펜"이라는 용어를 더 광범위하게 사용한다. 테르펜과 마찬가지로 아이소프레노이드는 모체 테르펜을 구성하는 아이소프렌 단위수에 따라 다음과 같이 분류할 수 있다.
| 아이소프레노이드     | 유사 테르펜    | 아이소프렌 단위수 | 탄소 원자수 | 화학식  | 예 |
| -------------------- | -------------- | ----------------- | ----------- | ------- | --- |
| 헤미테르페노이드     | 아이소프렌     | 1                 | 5           | C5H8    | 다이메틸알릴 피로인산(DMAPP), 아이소펜테닐 피로인산, 아이소프렌올, 아이소발레르아마이드, 아이소발레르산, (E)-4-하이드록시-3-메틸뷰트-2-엔일 피로인산(HMBPP), 프렌올 |
| 모노테르페노이드     | 모노테르펜     | 2                 | 10          | C10H16  | 아세트산 보르닐, 캄포르, 카르본, 시트랄, 시트로넬알, 시트로넬올, 제라니올, 유칼립톨, 히노키티올, 이리도이드, 리날룰, 멘톨, 티몰                                     |
| 세스퀴테르페노이드   | 세스퀴테르펜   | 3                 | 15          | C15H24  | 파르네솔, 지오스민, 후물론 |
| 다이테르페노이드     | 다이테르펜     | 4                 | 20          | C20H32  | 아비에트산, 징코라이드, 파클리탁셀, 레티놀, 살비노린 A, 스클라레올, 스테비올                                                                                        |
| 세스테르테르페노이드 | 세스테르테르펜 | 5                 | 25          | C25H40  | 안트라스틴 A, 마노알라이드 |
| 트라이테르페노이드   | 트라이테르펜   | 6                 | 30          | C30H48  | 아미린, 베툴린산, 리모노이드, 올레아놀산, 스테롤, 스쿠알렌, 우르솔산                                                                                                |
| 테트라테르페노이드   | 테트라테르펜   | 8                 | 40          | C40H64  | 카로티노이드 |
| 폴리테르페노이드     | 폴리테르펜     | >8                | >40         | (C5H8)n | 구타페르카, 천연고무 |

아이소프레노이드는 포함하는 고리 구조의 종류와 수에 따라 선형, 비고리형, 단고리형, 이고리형, 삼고리형, 사고리형, 오고리형 또는 거대고리형으로 분류할 수도 있다. 살코프스키 시험은 아이소프레노이드의 존재를 식별하는 데 사용할 수 있다.

아이소프레노이드의 예
파클리탁셀은 다이테르페노이드 항암제이다.
테르피네올은 모노테르페노이드이다.
후물론은 세스퀴테르페노이드로 분류된다.
레티놀은 다이테르페노이드이다.
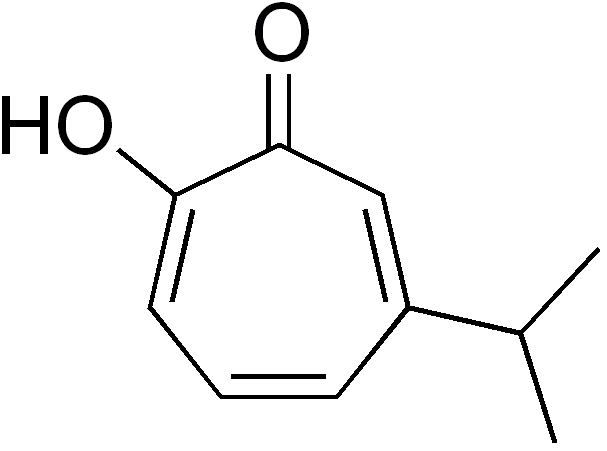
히노키티올은 모노테르페노이드, 즉 트로폴론 유도체이다.
일반적인 리모노이드인 리모닌은 트라이테르페노이드이다.
지오스민은 세스퀴테르페노이드이다.

## 생합성
최소한의 하이드록실기를 함유한 아이소프레노이드는 종종 제라닐 피로인산으로부터 생성된 카르보 양이온 중간생성물의 가수분해로 인해 생성된다. 마찬가지로 파르네실 피로인산의 중간생성물을 가수분해하면 세스퀴테르페노이드가 생성되고, 제라닐제라닐 피로인산의 중간생성물을 가수분해하면 다이테르페노이드가 생성된다.

## 에어로졸에 대한 영향
공기 중에서 아이소프레노이드는 수명이 짧은 자유 라디칼(하이드록실 라디칼과 같은)에 의해 알데하이드, 하이드로과산화물, 유기 질산염, 에폭사이드와 같은 여러 화학종으로 전환되며, 오존에 의해서도 어느 정도 전환된다. 이러한 새로운 화학종은 물방울에 녹아 에어로졸과 연무 형성에 기여할 수 있다. 이 경로에서 형성되는 2차 유기 에어로졸은 대기에 영향을 미칠 수 있다.
예를 들어 미국의 블루리지산맥과 오스트레일리아 뉴사우스웨일스주의 블루마운틴스은 멀리서 보면 푸른 빛을 띠는 것으로 유명하다. 나무들은 대기 중으로 테르페노이드를 방출하여 블루리지에 "파란색"을 입힌다.

## 같이 보기
- 식품의 항산화제 목록
- 식품의 피토케미컬 목록
- 영양
- 식물화학
- 2차 대사산물